# Quicksand (La Roux-dal)
A Quicksand az angol elektropop duó, a La Roux debütáló kislemeze, első, debütáló albumáról. Elly Jackson és Ben Langmaid a dal szerzői és producerei voltak egyben. 2008. december 15-én jelent meg a Kitsuné Music gondozásában.

## Háttér
Jackson a dalról a The London Paper-nek nyilatkozott: „heves érzelmeid vannak a másik iránt, mialatt egy filmet nézel vagy zenét hallgatsz vele, és mindketten sóvárogtok a másik után, és ez már majdnem fáj.” A számot Londonban vették fel 2008-ban.

## Fogadtatása
A Quicksand-et a kritikusok pozitívan fogadták. Nick Levine így beszélt róla: "mint legtöbb számuk a debütáló lemezen, ez is a pop elemek, fojtogató szerelmi láz [...] nyertes kombinációja."Alexis Petridis szerint "a Quicksand gyenge dinamikája és a fájdalmas szintetizátorai arra emlékeztet, hogy a 80-as évek elemei nem lettek teljesen kibányászva." John Murphy a következőket írta a felvétellel kapcsolatban: "a legtöbb electro művel ellentétben, a Quicksand-nek igazi szíve van..." Luke Turner "folyékony, sima higany"-nak nevezte, "éles vokálokkal átszúrva."

## Videóklip
A kisfilmet Kinga Burza rendezte. YouTube-on 2009. január 13-tól volt látható a videó, melyben Jackson egy trópusi szigeten tartózkodik, ananászokkal és táncoló lányokkal.

## Számlista és formátumok

### Eredeti kiadás
| - Francia 12" kislemez A1. Quicksand (Original) – 3:07 A2. Quicksand (autoKratz Drags to Riches Mix) – 4:44 B1. Quicksand (Beni's Sinking at 1.56 Mix) – 4:20 B2. Quicksand (Chateau Marmont Remix) – 3:34 - Francia iTunes EP 1. Quicksand – 3:07 2. Quicksand (AutoKratz Drags to Riches Mix) – 4:42 3. Quicksand (Beni's Sinking at 1.56 Mix) – 4:18 4. Quicksand (Chateau Marmont Remix) – 3:32 5. Quicksand (Joe and Will Ask? Remix) – 5:01 - Brit iTunes kislemez 1. Quicksand (Standard Version) – 3:05 | - US EP és iTunes EP 1. Quicksand (Original Version) – 3:06 2. Quicksand (Mad Decent Remix No. 1) – 5:07 3. In for the Kill (Skream's Let's Get Ravey Remix) – 5:02 - US 12" kislemez A1. Quicksand – 3:08 A2. Quicksand (Mad Decent Mix No. 1) – 5:10 A3. Quicksand (Instrumental) – 3:08 B1. In for the Kill (Skream's Let's Get Ravey Remix) – 5:04 B2. In for the Kill (Instrumental) – 4:08 |

### Újra kiadott változat
| - Brit CD kislemez 1. Quicksand – 3:07 2. Quicksand (Boy 8 Bit Remix) – 5:58 3. Quicksand (Beni's Sinking at 1.56 Mix) – 4:19 - Brit limitált kiadású 7" kislemez A. Quicksand – 3:07 | - Brit iTunes EP 1. Quicksand – 3:07 2. Quicksand (Boy 8 Bit Remix) – 5:58 3. Quicksand (Alex Metric Remix) – 6:26 4. Quicksand (Mad Decent Remix No. 1) – 5:12 |

## Elért helyezések
| Slágerlisták (2009)                      | Legjobb helyezés |
| ---------------------------------------- | ---------------- |
| Belga Tip Chart kislemezlista (Flandria) | 19               |
| Brit kislemezlista                       | 129              |

## Megjelenések
| Ország                | Dátum              | Kiadó                                  | Formátum                   |                |
| Eredeti kiadás        | Eredeti kiadás     | Eredeti kiadás                         | Eredeti kiadás             | Eredeti kiadás |
| --------------------- | ------------------ | -------------------------------------- | -------------------------- | -------------- |
| Franciaország         | 2008. december 15. | Kitsuné Music                          | 12" kislemez, Digitális EP |                |
| Egyesült Államok      | 2009. április 14.  | Cherrytree Records, Interscope Records | EP, digitális EP           |                |
| Egyesült Államok      | 2009. június 9.    | Cherrytree Records, Interscope Records | 12" kislemez               |                |
| Egyesült Királyság    | 2009. július 2.    | Polydor Records                        | Digitális kislemez         |                |
| Újra kiadott változat |                    |                                        |                            |                |
| Egyesült Királyság    | 2009. november 22. | Polydor Records                        | Digitális EP               |                |
| Egyesült Királyság    | 2009. november 23. | Polydor Records                        | CD kislemez, 7" kislemez   |                |